# Istenszülő elszenderedése fatemplom (Jód)
A jódi görögkatolikus fatemplom műemlékké nyilvánított épület Romániában, Máramaros megyében. A romániai műemlékek jegyzékében az MM-II-a-A-04587 sorszámon szerepel.